# Widdringtonia whytei
Espèce
Statut de conservation UICN

 CR A4acde; B2ab(i,ii,iii,iv,v) : 
En danger critique
Widdringtonia whytei, appelé pendant longtemps Cèdre du Mulanje bien qu'il soit apparenté aux cyprès, est un arbre de la famille des Cupressaceae (celle des cyprès), endémique du mont Mulanje au Malawi dont il est l’arbre national. Son nom corrigé est Cyprès de Mulange. Il est également connu sous les noms de Cèdre de montagne et Cyprès de montagne.
Le genre Widdringtonia comprend trois autres espèces, toutes endémiques à la partie australe de l'Afrique.

## Taxinomie, synonymes, étymologie
La taxinomie du genre Widdringtonia en général, et de Widdringtonia whytei en particulier, est complexe du fait des nombreuses confusions pour ce genre et cette espèce. Il a longtemps été considéré comme un cèdre, puis comme un parent proche de Tetraclinis (cyprès de l'Atlas, ou thuya de Barbarie, localisé en Afrique du Nord, également de la famille des Cupressaceae). Il est en fait proche parent de Diselma archeri, arbuste endémique de Tasmanie (Australie), dont les cônes sont cependant beaucoup plus petits (moins de 5 mm de long).
Autre source de confusion : il n'y a pas de fossiles du genre dans l'hémisphère sud (voir section suivante, “Répartition géographique historique et actuelle”).
Nom scientifique : Widdringtonia whytei Rendle (Trans. Linn. Soc. London, Bot. Ser. 2, 4:60. 1894).
Parmi les synonymes connus, l'on trouve Callitris whytei (Rendle) Engl. ; et Widdringtonia nodiflora (L.) Powrie var. whytei (Rendle) Silba (1990).
Noms vernaculaires :
- Afrikaans : Bergsipres
- Catalan : Cedre de Mlanje, Xiprer de Mlanje.
- Danois : Afrikacypres.
- Allemand : Afrikanische Zeder, Mulanje-Afrikazypresse, Milanji-Afrikazypresse, Whytes Afrikazypresse.
- Russe : Видрингтония уайта.
- Espagnol : Cedro de Mulanje, Ciprés de Mulanje.
- Anglais : Mlanje cedar (Africa), Mlanje cypress, Mt. Mulanje cedar, (Africa), Mulanje cedarwood, Mulanje cypress.

Le nom du genre Widdringtonia a été donné par le botaniste autrichien Stephan Endlicher pour honorer Samuel Edward Cook (en), dit Widdrington (1787-1856), un collège expert sur les forêts espagnoles de conifères.
En 1842  Widdrington publiait le dernier d'une série de trois articles sur les espèces Pinus et Abies, alors que dans ce temps Endlicher cherchait un nom pour le genre ; en effet deux noms par lui proposés précédemment avaient été officiellement adoptés pour deux autres espèces. Endlicher n'a pas manqué d'humour en proposant le nom de Widdrington, qui venait juste de changer son nom lui-même (passant de Cook, nom sous lequel il avait fait publier ses deux premiers articles en 1839, à celui de Widdrington en 1840)
.

## Répartition géographique historique et actuelle
W. whytei est endémique du mont Mulanje au Malawi. On l’a planté en reboisement au mont Zomba au Malawi et occasionnellement ailleurs.
Compte tenu de ses parentés, il est étrange que l'on ne trouve pas de fossiles de Widdringtonia dans l'hémisphère sud. Par contre des restes fossilisés de ce genre sont trouvés en de nombreux endroits autour de l'Atlantique nord : partie est de l'Amérique du Nord, Groenland, Europe. Ces fossiles sont présents dans les couches géologiques du milieu du Crétacé (environ 95 millions d'années) jusqu'au milieu du Tertiaire (Oligocène, environ 30 million d'années). Ils sont similaires aux Widdringtonia existant de nos jours, avec toutefois des cônes plus petits.

## Habitat
W. whytei pousse à l’état disséminé dans les forêts de montagne d'Afrique, de 1 800 à 2 550 m d’altitude, où les précipitations sont abondantes et principalement sous forme de brouillard. C’est un arbre pionnier, qui a besoin de terrain dégagé pour démarrer ; l'espèce ne peut pas se régénérer sous un couvert fermé. Les semis naturels se trouvent occasionnellement en lisière de forêt, le plus souvent en terrain dégagé par un feu ou un glissement de terrain. Les jeunes arbres ne résistent pas au feu, mais les individus plus matures, à l'écorce épaisse, peuvent survivre à un feu léger. Ainsi, du fait de la recrudescence des feux sauvages, on ne le trouve pratiquement plus hors de zones fournissant quelque protection contre le feu.
Les spécimens de l'espèce sont rares en plantation d'ornement, car il s'avère plutôt délicat malgré les froids et périodes de gel qu'il subit aisément en milieu naturel.

## Description
W. whytei est un grand arbre sempervirent, monoïque qui atteint 50 m de haut.
Le tronc est généralement droit, dépourvu de branches sur une hauteur qui peut atteindre 20 m, et mesure jusqu’à 1,50 à 2 m de diamètre.
Son écorce externe est brun-gris. Elle est lisse sur les jeunes arbres ; celle des individus plus âgés est épaisse, spongieuse, fissurée et s’exfoliant en longues bandes. L'écorce interne est brun-rouge. La cime est pyramidale, et avec l'âge devient irrégulière ou aplatie au sommet. Les branches sont étalées ou ascendantes.
Les feuilles sont opposées croisées sur les plus petits rameaux, et disposées en spirale sur les rameaux plus épais. Elles sont simples, écailleuses, ovales à rhombiques sur les derniers rameaux, de 1,5–3,5 mm × 1–1,5 mm, sur les rameaux principaux jusqu’à 10 mm × 4 mm. Leur apex est obtus à aigu, les bords supérieurs sont finement dentés, vert pâle mat.
Les cônes mâles sont solitaires en position terminale sur de courts rameaux latéraux. De forme oblongue, ils mesurent de 3 à 6 mm par 1,5 à 2 mm, vert jaunâtre lorsqu'ils sont jeunes, brun jaunâtre à brun à maturité. Ils ont de 4 à 8 écailles, opposées croisées, peltées, chacune portant 3 à 5 sacs polliniques. Les cônes femelle sont en position latérale, parfois terminale. Ils peuvent être solitaires ou groupés. Le cône femelle mûr est irrégulièrement globuleux, de 15 à 22 mm de diamètre, brun ou brun noirâtre, et renferme de 3 à 10 graines, parfois jusqu'à 18 graines. Ils ont de 4 à 6 écailles opposées croisées, ligneuses, oblongues, avec une surface externe lisse à rugueuse.
Les graines sont ovoïdes, aplaties, de 5 à 7 mm de long, brun noirâtre ou noires, avec 2 ailes mesurant jusqu’à 3 mm de largeur pour la plus grande, l'autre aile restant à l'état rudimentaire.
Nombre de chromosomes : 2n = 22

## Reproduction, croissance
Il se reproduit facilement par les graines, qui en milieu naturel sont dispersées par le vent.
La croissance est lente. À 50 ans le diamètre moyen du tronc est de 42 cm.
Après abattage ou destruction des parties aériennes (feu, rongeurs…), l'arbre ne produit pas de rejets à partir de la souche. Ce trait le désavantage notablement par rapport à W. whytei, avec lequel il y a longtemps eu confusion.

## Caractéristiques du bois
Le bois est résistant, durable, de haute qualité et d'odeur agréable et persistante de cèdre. Il est résineux. Le bois de cœur, jaune ou brun pâle, est nettement distinct de l’aubier qui est pâle et peu épais. Le bois de cœur est durable et très résistant aux termites, aux insectes térébrants et aux champignons. L’aubier n’est pas sujet aux attaques de Lyctus. Le fil est droit, le grain fin et régulier. La densité du bois à 17,6 % d’humidité est de 530 à 610 kg/m3. Il se travaille aisément, mais ne prend pas bien la peinture. Les surfaces rabotées ont un brillant satiné.
Les fibres du bois ont une longueur de 3,8 mm à 5,1 mm, avec une moyenne de 4,4 mm. Avec environ 36 % de lignine, ce bois en contient plus que d’autres bois résineux – ce qui peut poser problème pour la fabrication de papier.
La distillation du bois à la vapeur, fournit environ 10 ml d’huile essentielle par 100 g de matière sèche. Les principaux constituants en sont le thujopsène (32 %), le cédrol (14 %), le thujopsadiène (7 %), le widdrol (5 %) et le cuparène (4 %).
Description anatomique du bois (codes IAWA pour les bois de conifères) :
Cernes de croissance : (40 : limites de cernes distinctes) ; (41 : limites de cernes indistinctes ou absentes) ; 43 : transition graduelle entre le bois initial et le bois final. Trachéides : 44 : ponctuations des parois radiales (principalement) unisériées (bois initial uniquement) ; (45 : ponctuations des parois radiales (principalement) ≥ 2-sériées (bois initial uniquement)) ; 56 : torus présent (uniquement dans les ponctuations des trachéides du bois initial) ; 60 : couche verruqueuse visible au microscope optique. Parenchyme axial : 72 : présence de parenchyme axial ; (73 : parenchyme axial diffus (dissémination homogène dans l’ensemble du cerne)) ; 74 : parenchyme axial en lignes tangentielles ; 76 : parois horizontales lisses. Composition des rayons : 85 : parois terminales des cellules du parenchyme des rayons lisses (sans ponctuations) ; 87 : parois horizontales des cellules du parenchyme des rayons lisses (sans ponctuations). Ponctuation des champs de croisement trachéides-rayons : 93 : ponctuations des champs de croisement cupressoïdes (orifice rétréci, ovoïde, entièrement compris dans l’aréole) ; 98 : 1–3 ponctuations par champ de croisement (bois initial uniquement). Taille des rayons : (102 : hauteur moyenne des rayons très faible (≤ 4 cellules)) ; 103 : hauteur des rayons moyenne (5–15 cellules) ; 107 : rayons exclusivement unisériés (P. Baas & I. Heinz).

## Utilisation
Pendant près d’un siècle Widdringtonia whytei a été l’une des principales sources de bois résineux au Malawi. Il a été intensivement utilisé pour la construction y compris la construction nautique, le panneautage, l'ameublement, les pieux de clôture, la fabrication de crayons, … Exposé aux éléments du temps, il prend une belle patine gris-argent. De nos jours le commerce de ce bois a considérablement diminué du fait de sa rareté et de son statut protégé. Il est maintenant un “bois de prestige” très recherché. On en fait des objets sculptés, des boîtes et des meubles qui sont vendus aux touristes.

## Confusion d'espèces
Widdringtonia whytei a parfois été confondu avec Widdringtonia nodiflora (cyprès de montagne ou cyprès du Cap), qui est une espèce beaucoup plus répandue. Cependant les différences sont notables. À 25 m de hauteur maximum, W. nodiflora est nettement plus petit. Il pousse le plus souvent avec des troncs multiples. Sa cime est étroite, et son diamètre de tronc ne dépasse guère 50 cm. Sa souche produit des rejets après destruction de l'arbre, ce qui contribue à le rendre commun dans les zones propices au feu.
Cette confusion a mené à une domination de W. nodiflora quand de larges plantations de W. nodiflora ont été réalisées par erreur au lieu de W. whytei, notamment sur le plateau de Zomba vers 1900. Un mélange de W. whytei et de W. nodiflora a été utilisé ; or W. whytei pousse plus lentement, et s'est trouvé désavantagé au profit de W. nodiflora.

## Menaces, conservation
Widdringtonia whytei est classé comme étant en danger de disparition dans la liste rouge de l'UICN depuis 1997. Il est officiellement protégé, et les permis d'exploitation ne sont plus attribués que pour des arbres morts.
Parmi les causes de cette situation, on trouve la surexploitation, la recrudescence des feux (plus fréquents qu'autrefois), l’insuffisance de la régénération et l’invasion de son aire naturelle par Pinus patula.
Le puceron Cinara cupressi, devenu plus fréquent au Malawi et ailleurs, le menace ; il induit une chlorose locale et une abscission des rameaux, et peut tuer les jeunes plants. Enfin du fait de sa rareté, de la demande, et du prix élevé de son bois, il existe une exploitation illicite et des arbres sont volontairement tués.
Une conservation efficace des peuplements subsistants est nécessaire et urgente, surtout en regard de sa lente croissance. Des plantations nouvelles, qui sont recommandées sur le mont Mulanje au Malawi, devront éviter de le mélanger avec W. nodiflora.
Il a été estimé que des intervalles de 15 à 20 ans entre les feux seraient nécessaires pour voir une augmentation de la population de W. whytei, qui est sur ce point soumis aux mêmes contraintes que Widdringtonia cedarbergensis.